# Ива цельнолистная
И́ва цельноли́стная (лат. Salix integra) — вид цветковых растений из рода Ива (Salix) семейства Ивовые (Salicaceae).

## Распространение и экология
В природе ареал вида охватывает Приморье, Корейский полуостров и Японию (острова Хонсю, Кюсю).
Произрастает по сырым лугам, долинам, берегам рек.

## Ботаническое описание
Кустарник высотой 1—3 м. Ветви раскидистые, равновысокие, прямые; двулетние жёлтые или красноватые, блестящие, с самого начала голые.
Прилистники отсутствуют. Листорасположение почти супротивное. Листья узко-продолговатые, длиной 2—7 см, шириной 1—1,8 см, с обоих концов округлые, почти сидячие и стеблеобъемлющие, на верхушке с коротким остроконечием, в основании немного выемчатые, молодые часто красноватые, взрослые сверху темновато-зелёные, снизу резко сизые, на черешках длиной около 2 мм.
Серёжки густоцветковые, женские длиной до 1,5 см, изогнутые, тонкие. Прицветные чешуи обратнояйцевидные, тёмно-бурые, почти чёрные, длиной до 1,5 мм, слабо волосистые, иногда почти голые. Тычинки в числе двух, целиком сросшиеся и одиночным, задним, яйцевидным нектарником. Завязь кубарчатая, длиной около 1,5 мм, негусто шелковистая, почти сидячая, с голым столбиком длиной 0,3 мм и мелкими, плосковатыми, двух—четырёх-раздельными рыльцами.
Плод — прижато-шелковистая коробочка длиной до 3 мм.
Цветение начинается в мае, до распускания листьев.

## Таксономия
Вид Ива цельнолистная входит в род Ива (Salix) семейства Ивовые (Salicaceae) порядка Мальпигиецветные (Malpighiales).
|  |                                      |  |                                                             |                                                             |                  |  | ещё 36 семейств (согласно Системе APG II) | ещё 36 семейств (согласно Системе APG II) |                       |  |  |  | ещё более 500 видов |
|  |                                      |  |                                                             |                                                             |                  |  | ещё 36 семейств (согласно Системе APG II) | ещё 36 семейств (согласно Системе APG II) |                       |  |  |  | ещё более 500 видов |
|  |                                      |  |                                                             | порядок Мальпигиецветные                                    |                  |  |                                           |                                           | род Ива               |  |  |  |                     |
|  |                                      |  |                                                             | порядок Мальпигиецветные                                    |                  |  |                                           |                                           | род Ива               |  |  |  |                     |
|  | отдел Цветковые, или Покрытосеменные |  |                                                             |                                                             | семейство Ивовые |  |                                           |                                           | вид Ива цельнолистная |  |  |  |                     |
|  | отдел Цветковые, или Покрытосеменные |  |                                                             |                                                             | семейство Ивовые |  |                                           |                                           |                       |  |  |  |                     |
|  |                                      |  | ещё 44 порядка цветковых растений (согласно Системе APG II) | ещё 44 порядка цветковых растений (согласно Системе APG II) |                  |  |                                           | ещё около 57 родов                        | ещё около 57 родов    |  |  |  |                     |
|  |                                      |  |                                                             | ещё 44 порядка цветковых растений (согласно Системе APG II) |                  |  |                                           |                                           | ещё около 57 родов    |  |  |  |                     |